# لیگ برتر والیبال زنان ایران ۱۳۸۶
لیگ برتر والیبال زنان ایران ۱۳۸۶ هفتمین دوره مسابقات والیبال لیگ برتر زنان و بالاترین سطح مسابقات باشگاهی والیبال زنان در ایران است که با حضور ۱۲ تیم در ۲ گروه ۶ تیمی و به صورت رفت و برگشتی از ۹ آذرماه ۱۳۸۶ آغاز شد و در ۲۵ اسفندماه ۱۳۸۶ با برگزاری ۶۲ مسابقه به پایان رسید.
در گروه " الف" تیم های پتروشیمی ، دانشگاه آزاد و هما تهران، هیئت والیبال سمنان، مرصاد شیراز و فولاد مبارکه اصفهان قرار گرفتند. ضمن اینکه تیم های راه آهن و برق تهران، هیئت والیبال هرمزگان ،هیئت والیبال قزوین ، هیئت والیبال  گیلان و ذوب‌آهن اصفهان نیز دیدارهای خود را در قالب گروه " ب " انجام دادند.
پس از اتمام مرحله گروهی ۴ تیم ذوب‌آهن اصفهان، سایپا تهران، دانشگاه آزاد و فولاد مبارکه سپاهان از گروه‌های خود به مرحله پایانی صعود کردند. این دوره از بازی‌ها با قهرمانی ذوب‌آهن اصفهان به پایان رسید. تیم ذوب‌آهن اصفهان با این قهرمانی به عنوان اولین باشگاه والیبال زنان ایرانی به مسابقات باشگاهی بانوان در سطح آسیا اعزام شد.

## رده بندی پایانی
| رتبه | تیم                 | صعود و سقوط                            |
| ---- | ------------------- | -------------------------------------- |
| ۱    | ذوب‌آهن اصفهان       | صعود به والیبال قهرمانی باشگاه‌های آسیا |
| ۲    | سایپا تهران         |                                        |
| ۳    | دانشگاه آزاد        |                                        |
| ۴    | فولاد مبارکه سپاهان |                                        |